# Saint-Jean-sur-Mayenne
 Saint-Jean-sur-Mayenne  es una población y comuna francesa, en la región de Países del Loira, departamento de Mayenne, en el distrito de Laval y cantón de Laval-Nord-Est.

## Demografía
| 613 | 611 | 761 | 978 | 1 158 | 1 196 |
| Para los censos de 1962 a 1999 la población legal corresponde a la población sin duplicidades (Fuente: INSEE [Consultar]) |     |     |     |       |       |